# Marcus Dahlin
Marcus Dahlin (Grästorp, 16 marzo 1982) è un ex calciatore svedese, di ruolo difensore.

## Carriera

### Club
Dahlin giocò con la maglia dell'Örgryte dal 2001 al 2008. Nel 2009 fu ingaggiato dal Trollhättan, squadra per cui esordì il 27 luglio: fu titolare nella sconfitta per 3-2 sul campo dell'Åtvidaberg. Rimase svincolato al termine del campionato 2010, ritirandosi così dall'attività agonistica.